# Малая Порожняя (приток Вильвы)
Малая Порожняя  — река в Горнозаводском муниципальном округе Пермского края, приток Вильвы, притока Усьвы. Впадает в Вильву справа, в 82 км от её устья. Длина составляет 16 км. Истоки в лесах у северной границы округа, в нескольких километрах северо-западнее упразднённого посёлка Советский Север, основное направление течения — на юг. Абсолютная высота истока — 336,8, устья — 205 м.

## Данные водного реестра
По данным государственного водного реестра России, река относится к Камскому бассейновому округу, бассейн реки Кама, подбассейн — Кама до Куйбышевского водохранилища (без бассейнов рек Белой и Вятки), водохозяйственный участок реки — Чусовая от в/п пгт. Кын до устья. Код объекта в государственном водном реестре — 10010100712111100011733.